# 新疆和田学院
新疆和田学院是中华人民共和国的一所全日制本科公办普通高等学校，位于新疆维吾尔自治区和田地区。
2024年5月31日，中华人民共和国教育部同意以和田师范专科学校、新疆维吾尔医学专科学校为基础设立新疆和田学院，同时撤销和田师范专科学校、新疆维吾尔医学专科学校的建制。